# Cocytotettix argentinus
Cocytotettix argentinus är en insektsart som först beskrevs av Bruner, L. 1900.  Cocytotettix argentinus ingår i släktet Cocytotettix och familjen gräshoppor. Inga underarter finns listade i Catalogue of Life.